# Mount Kupe
Mount Kupe of ook wel Mount Koupé is een uitgedoofde stratovulkaan op de grens van de provincies Sud-Ouest en Littoral in Kameroen. Het is de hoogste berg in een Bakossiegebergte en onderdeel van een rij vulkanen. Ongeveer 90 kilometer ten zuidwesten van deze lijn ligt Mount Cameroon.
Het berggebied rond deze vulkaan heeft een oppervlakte van ongeveer. 220 km² en is (nog) bedekt met dicht montaan tropisch regenwoud dat rijk is aan vaak endemische soorten planten en dieren zoals Serles bosklauwier (Chlorophoneus kupeensis).
Verder is het leefgebied voor primaten (waarvan veel soorten bedreigd zijn) waaronder de twee soorten chimpansees.

## Bron
- Dit artikel of een eerdere versie ervan is een (gedeeltelijke) vertaling van het artikel Kupe (Berg) op de Duitstalige Wikipedia, dat onder de licentie Creative Commons Naamsvermelding/Gelijk delen valt. Zie de bewerkingsgeschiedenis aldaar.